# Compsocephalus
Compsocephalus is een geslacht van kevers uit de familie bladsprietkevers (Scarabaeidae). Het geslacht werd voor het eerst wetenschappelijk beschreven in 1845 door White.

## Soorten
- Ondergeslacht Brachymitra Kolbe, 1904
  - Compsocephalus bayeri Moser, 1917
  - Compsocephalus rotteveeli Drumont, 1996
  - Compsocephalus thomasi Kolbe, 1904
- Ondergeslacht Compsocephalus
  - Compsocephalus dmitriewi Olsoufieff, 1902
  - Compsocephalus horsfieldianus White, 1845
  - Compsocephalus kachowskii Olsoufieff, 1902
- Ondergeslacht Stephanocrates Kolbe, 1892
  - Compsocephalus bennigseni Kuhnt, 1909
  - Compsocephalus dohertyi Jordan, 1901
  - Compsocephalus kiellandi Allard, 1985
  - Compsocephalus preussi Kolbe, 1892